# 반적구국대련합
반적구국대련합(反赤救國大聯合)은 1926년 4월 7일 장병린을 이사(理事)로, 풍자유(馮自由)를 지도자로 하여 설립되었다. 같은 날 연합은 북경에 있는 소련 대사인 카라한(Лев Михайлович Карахан)에게 전화를 걸어 그의 중국에서 적화 선전에 항의했다, "예의가 없고 머리가 나쁜 젊은 사람을 선동하고 혼란시키고 그들에게 돈과 강력한 무기를 주고 그들을 악의 공범으로 만든다."